# Commodore 64
Commodore 64 (även kallad VIC64, av återförsäljare som ville rida på framgången från VIC20, eller CBM64 och ofta förkortad C64) är en hemdator som tillverkades av Commodore mellan 1982 och 1994. Datorn var mycket populär under 1980-talet och i början av 1990-talet. Med omkring 17 miljoner sålda enheter är Commodore 64 den mest sålda datormodellen genom tiderna, och 1983–1984 stod Commodore 64 för 40 procent av hemdatormarknaden.
Till skillnad från datorer som såldes genom auktoriserade försäljare har C64 sålts även i varuhus och leksaksaffärer. Maskinen kan kopplas direkt till en tv-apparat via antennutaget.
Över 30 000 programtitlar har hittills utvecklats för C64. Detta inkluderar utvecklingsprogram, kontorsprogram och spel. Bara antalet spel, både kommersiella och icke-kommersiella, uppgår till över 28 000 enligt databasen Gamebase64. Maskinen sägs även ha populariserat demoscenen, och enligt databasen CSDb (Commodore 64 Scene Database) listas över 11000 demoproduktioner fram till 2021, undantaget rena musik-, grafik-, och andra produktioner. Dess originalhårdvara används idag av hobbyister och musiker, men C64-emulatorer ger möjligheten till alla användare med en vanlig modern dator att köra dessa program.

## Bakgrund

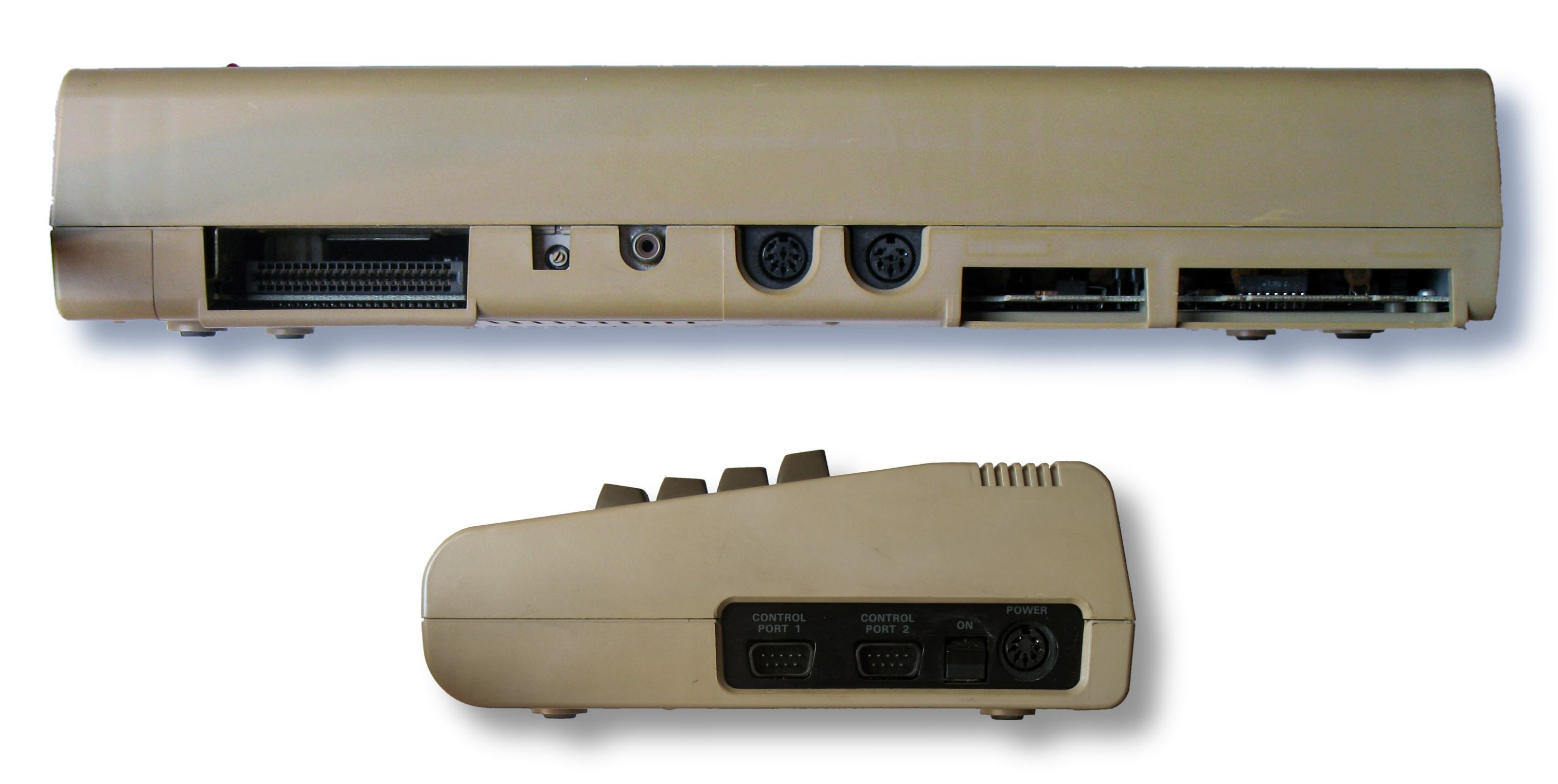
Portarna på Commodore 64. (Från vänster: Instickskort, Kanaljustering, Antennutgång, Video/Audio, Floppy/Skrivare, Kassettport, TTL-RS232. Kortsida: Joystick 1, Joystick 2, Strömbrytare, Elintag)

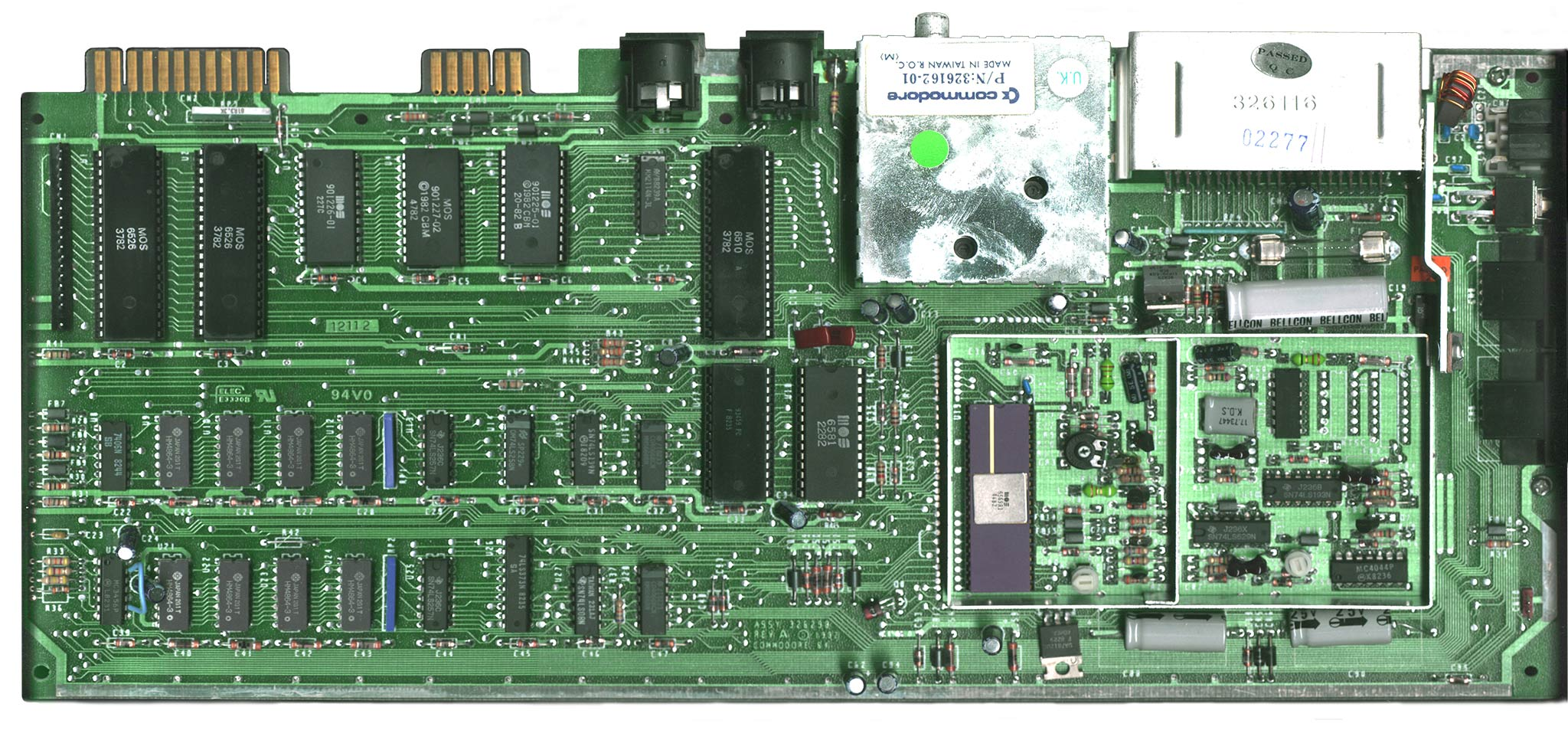
Ett tidigt C64-moderkort (Rev A PAL 1982).

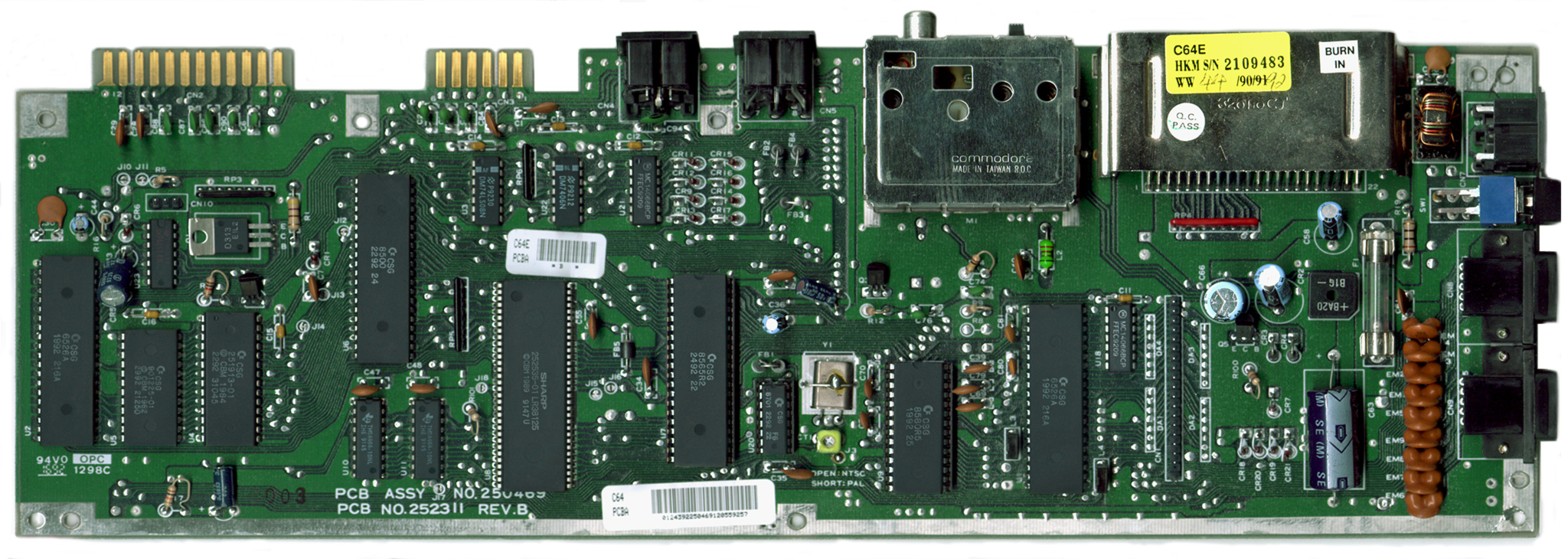
C64C moderkort ("C64E" Rev B PAL 1992).

I januari 1981 började Commodores underföretag MOS Technology att tillverka ett nytt grafik- och ljudchip för något de tänkte skulle bli nästa generations spelkonsol. Utvecklingen av dessa mikrochips slutfördes november 1981, men konsolprojektet blev avbrutet efter ett möte med Commodores chef Jack Tramiel. Tramiel ville använda mikrochipsen som grund åt en efterföljare till den populära VIC-20, det skulle vara en ny dator med 64 K RAM-minne. 64 K var dubbelt så mycket RAM som de flesta datorer innehöll under slutet av 1981; 64 K var dyrt, men Tramiel visste att DRAM-priserna höll på att falla och att de eventuellt skulle hamna på en acceptabel nivå innan maskinen skulle börja tillverkas i full produktion.
Designgruppen bestående av Robert Yannes och Charles Winterble fick mindre än två månader på sig att utveckla en prototyp som gick under kodnamnet ”VIC-40”; den skulle vara klar i tid till vinterns Consumer Electronics Show januari 1982. Det officiella namnet ”Commodore 64” myntades av Kit Spencer, som förklarar namnvalet:
| ”                                                                  | Jag beslöt mig för att döpa vår nya produkt till Commodore 64, och inte ge det ett specifikt namn som VIC och PET. [...] Det var inte bara för att det lät ganska bra, utan för att dess största fördel över Apple II var minnet på 64K, vilket var mycket större än datorns konkurrenter på den tiden, och jag ville belysa detta direkt i namnet. | „ |
| – Kit Spencer intervjuad i Commodore. A Company on the Edge (2010) | |   |

C64:an fick stor uppmärksamhet under förhandsvisningen i januari. David A. Ziembicki, en utvecklare på Commodore har nämnt att Atari-anställda på Consumer Electronics Show inte förstod hur de kunde sälja datorn för endast 595 dollar. Tillverkningskostnaden för varje C64 var ungefär 135 dollar. De första prototyperna lämnade fabriken i april 1982.
Samtidigt som Commodore lanserade Commodore 64 försökte de lansera en spelmaskin kallad Max Machine baserad på samma kretsar. Intresset för denna maskin var litet och den skrotades ganska snart.

### Commodore vinner marknadskriget
C64:an mötte många konkurrerande hemdatorer under introduktionen i augusti 1982. Med ett lågt pris och avancerad hårdvara utklassade C64:an många av sina konkurrenter. I Storbritannien var Commodores huvudsakliga konkurrenter datorerna Sinclair ZX Spectrum och Amstrad CPC. Spectrum var länge marknadsledande, men vid mitten av 1980-talet var Commodore 64 mer populär. I USA var de största konkurrenterna Texas Instruments TI-99/4A, Atari 800 och Apple II. Commodore sålde redan 1983 2 miljoner enheter av C64 och kunde samma år pressa ner priset på datorn till 199 dollar. Denna prispress fick Texas Instruments att lämna hemdatormarknaden i oktober 1983, och TI-99/4A blev företagets sista dator. Atari 800 var hårdvarumässigt ganska lik Commodore 64, men var dyrare att tillverka, vilket snart tvingade Atari att omarbeta sin maskin för att göra den mer kostnadseffektiv. Detta resulterade i Ataris 600XL/800XL-maskiner. Apple II var underlägsen C64 inom grafik- och ljudmöjligheter, och var egentligen aldrig en konkurrent, då redan Commodore 64:s föregångare VIC-20 utklassade Apple II 1982 med imponerande 600 000 sålda enheter att jämföras med 210 000 sålda Apple II. Commodore 64 blev relativt omgående Commodores mest lyckade produkt och blev 1983 och 1984 marknadsledande med 40,65 % respektive 39,54 % av världsmarknaden för hemdatorer. Det kom att dröja fram till 1988 innan den siffran var under 10 %.
Nyckeln till C64:ans framgång var Commodores aggressiva marknadstaktiker då de sålde genom varuhus, lågprisaffärer och leksakshandlare utöver datorbutiker. I USA 1983 erbjöd Commodore $100 rabatt vid köp om de i utbyte fick en annan spelkonsol eller hemdator. Vissa postorderföretag och återförsäljare erbjöd Timex Sinclair 1000 för $10 dollar vid köp av en C64, så att konsumenter kunde sända Timex Sinclair-datorn till Commodore, ta emot rabatten och tjäna på skillnaden.
Commodore 64 blev den mest sålda enskilda datormodellen genom tiderna med 17 miljoner sålda exemplar. Bara i Sverige såldes 100 000 exemplar, troligen mest av alla hemdatorer.
När den introducerades på svenska marknaden våren 1983 kostade den cirka 6 000 kr, men priset sjönk snabbt. I en annons från Handic Electronic AB i Aftonbladet julen 1983 säljs VIC 64 för 3 995 kronor. I annonsen framgår det att datorn har ett mycket stort internminne och fantastiska färg- och ljudeffekter.
Till skillnad från resten av världen, där Commodore själva skötte produktionen, skedde det ett undantag i Argentina där företaget Drean sammanfogade importerade komponenter och distribuerade Commodore 64 som ”Drean Commodore 64”.

## C64-efterföljare

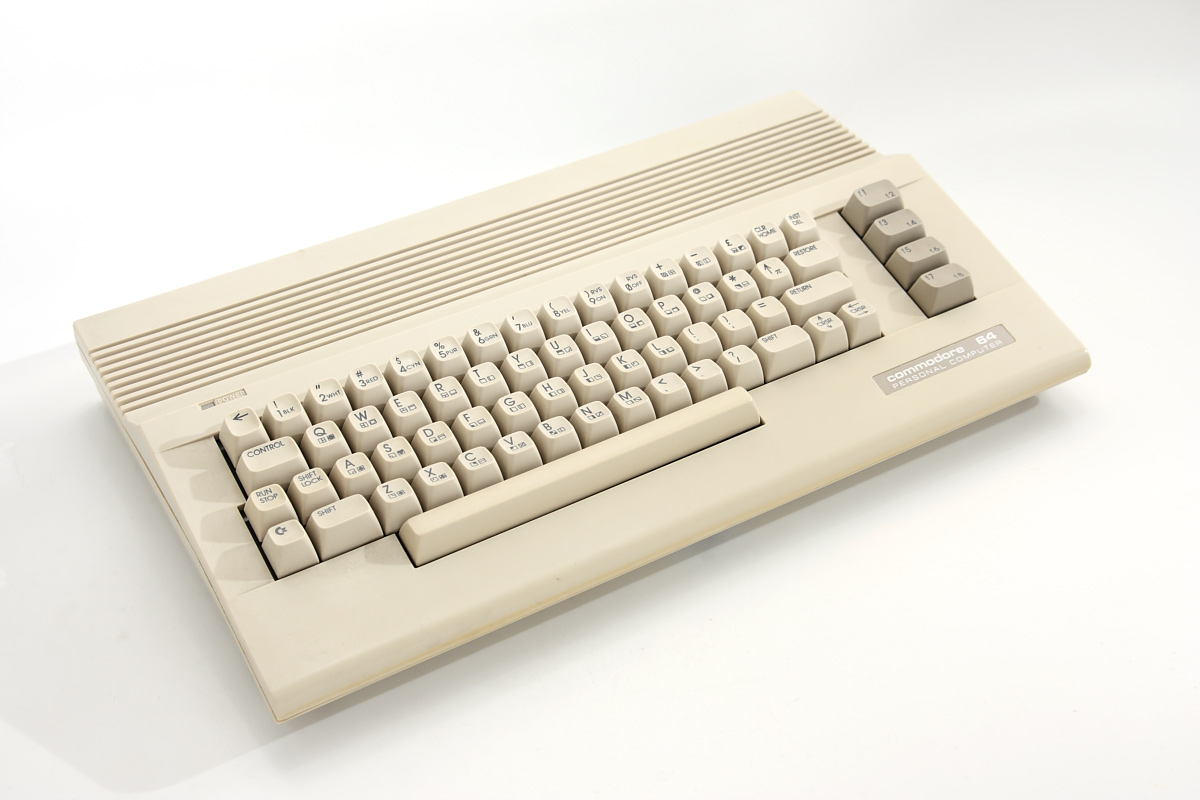
Commodore 64C

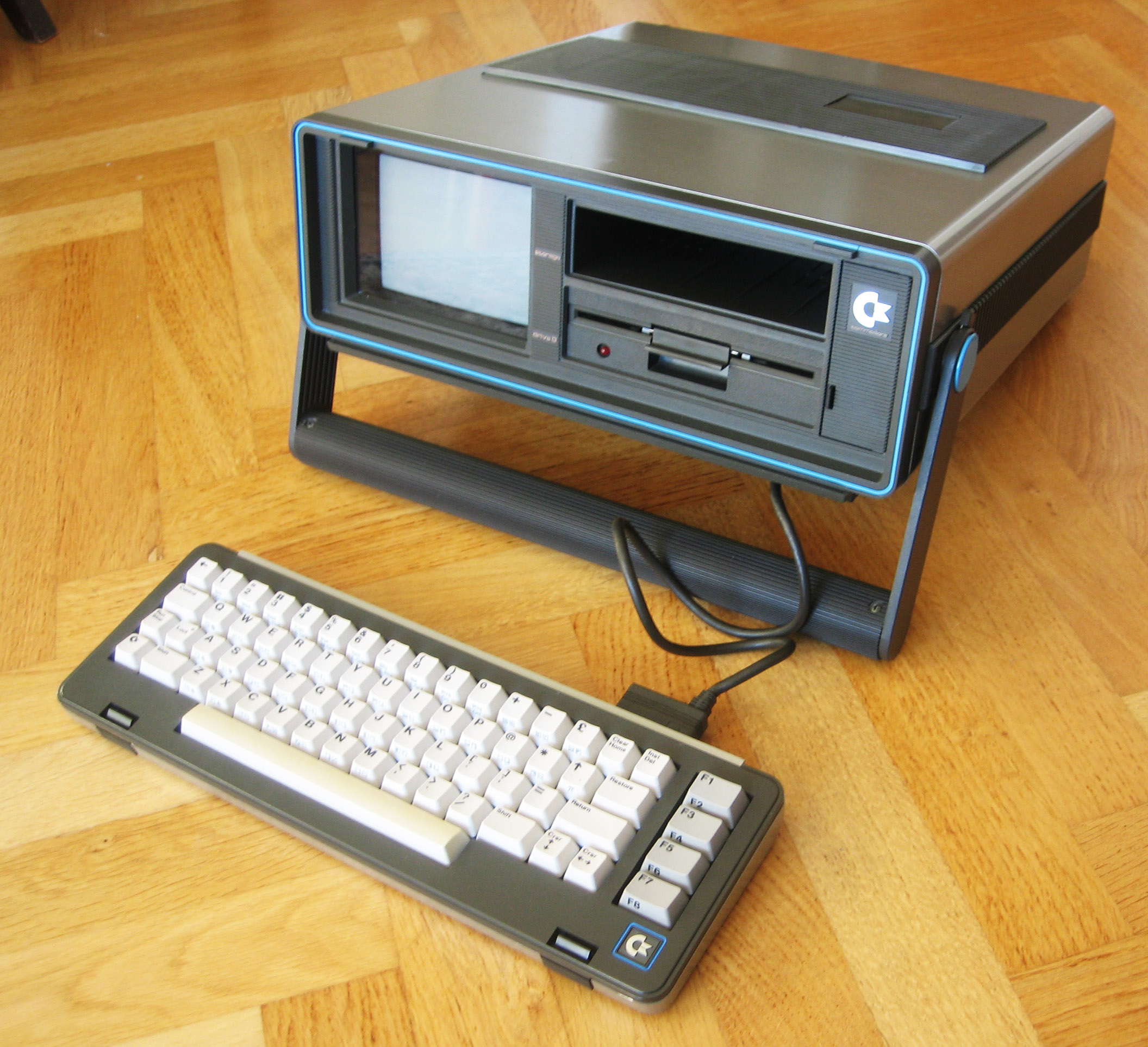
SX-64.

1984 släppte Commodore SX-64, en portabel version av C64. SX-64 var världens första bärbara dator med full färgåtergivning. Enheten hade en 5-tums CRT-skärm och en integrerad 1541 diskettstation. Färre än 10 000 enheter såldes och den slutade tillverkas 1986.
1984 hade Commodore som mål att ersätta C64 med Commodore Plus/4, som hade bättre färgåtergivning och använde sig av BASIC version 3.5. Commodore gjorde ett misstag i att det stora programutbud som fanns till C64 var inkompatibelt med Plus/4. Datorn hade även problem med hårdvaru-sprites, samt hade sämre ljud, två områden som gjorde C64 så framgångsrik. Den nya maskinen sålde inte bra medan C64 fortsatte gå bra.
Commodore 128 släpptes 1985. Den hade mer minne och ett mer uppdaterat Basic- och CP/M-stöd, dock förlegad när datorn kom. Commodore var övertygade om att de inte skulle göra samma misstag som med Plus/4 och utvecklade Commodore 128 så att den var minst lika bra och helt kompatibel med C64. C128 kunde köras i C64-läge och det var där majoriteten av dessa maskiner gick, framförallt satsade inte speltillverkarna på C128 och det gjorde att modellen aldrig blev framgångsrik. C128 fanns i två modeller, en som liknar C64 med tangentbordet i datorn men med numeriskt tangentbord, och en som dator i desktop-utförande med inbyggd diskettstation, Commodore 128D.
När Commodore 128 och andra konkurrenters mer avancerade hemdatorer kom på marknaden blev C64 ännu billigare. 1986 släpptes Commodore 64C vars prestanda var identisk med originalet, men det yttre plastskalet hade designats om för att matcha C128 och den designtrend som rådde just då. Ett nyare, mer effektivt och optimerat moderkort utvecklades också samtidigt. 1987 kom Commodore 64G som hade samma form som den ursprungliga Commodore 64, men som behöll skalets färger från C64C.

### 1990- och 2000-talshårdvara

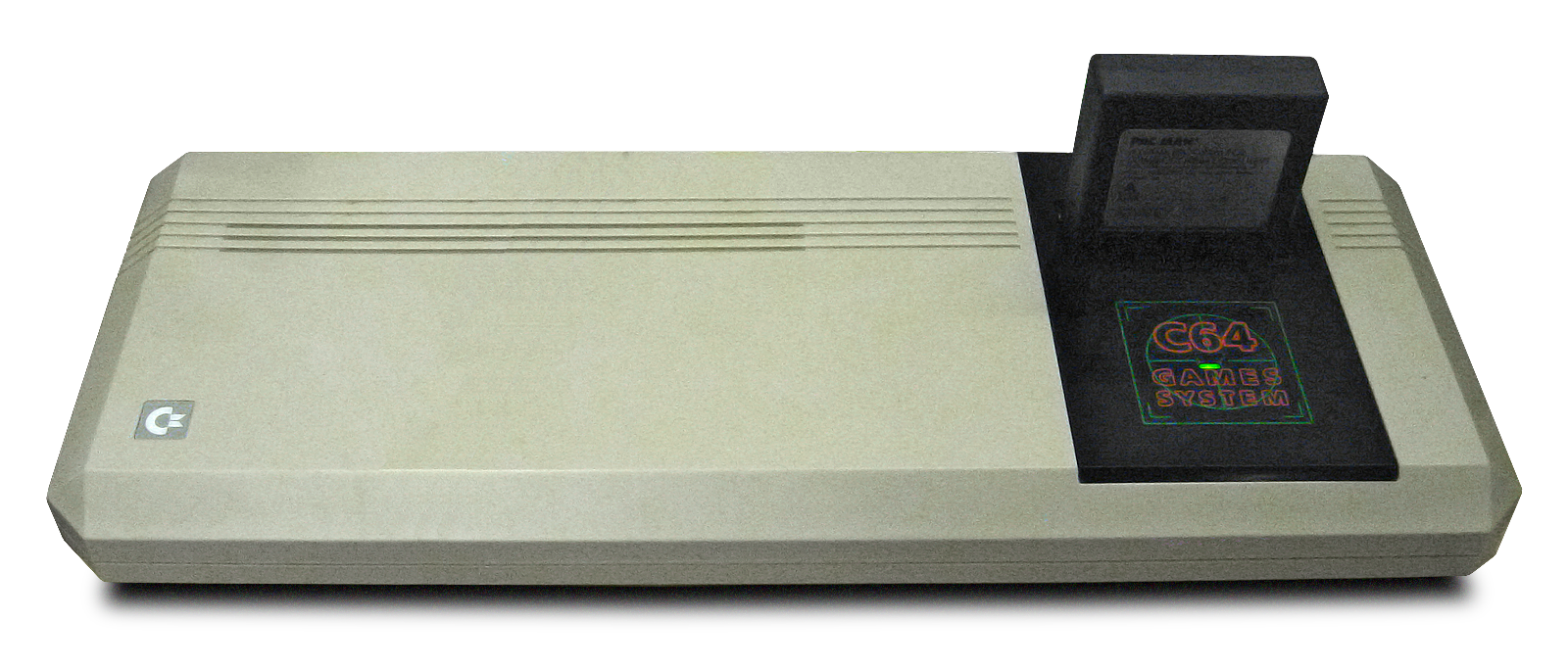
C64GS.

1990 nysläpptes C64 som spelkonsol, kallad C64GS. Denna använder sig av ett modifierat ROM-minne som ersätter BASIC-tolken med en bootskärm som informerar användaren om att sätta i en spelkassett. C64GS var ytterligare ett kommersiellt nederlag för Commodore, och maskinen släpptes aldrig utanför Europa. En version släpptes i Canada men drogs hastigt tillbaka eftersom den förväntade framgången i Europa blev till ett nederlag istället.
1990/1991 skapades en avancerad efterföljare till C64, Commodore 65 (även känd som C64DX) men den kom aldrig längre än till prototypstadiet.
Sommaren 2004, efter ett uppehåll på över 10 år, släppte Tulip Computers BC (ägare av märket Commodore sedan 1997) C64 Direct-to-TV (C64DTV), ett joystickbaserat tv-spel baserat på C64 med 30 inbyggda spel i ROM:en. C64DTV designades av Jeri Ellsworth, en självlärd datordesigner.
Till C64 finns ett antal processoruppgraderingar. Ett exempel är SuperCPU som använder sig av en 65C816-processor och gör det möjligt att öka processorns klockfrekvens till 20 MHz.
Fortfarande utvecklas ny hårdvara, som ethernet-nätverkskort, speciella hårddiskar och flashminnestillämpningar som MMC64 (utvecklad 2005) och uppföljaren Retro Replay. Det går även att använda operativsystemet Contiki tillsammans med ett nätverkskort för att surfa på webben samt köra webbserver på Commodore 64. På 2000-talet utvecklades en rad emuleringar av C64:ans diskettstation 1541. Ett exempel är 1541 Ultimate (2008), en cartridge som i princip fullt emulerar Commodore 1541.

## En aktiv demoscen
Under tiden C64 introducerades var C64:ans närmaste konkurrent inom grafik- och ljudegenskaper Ataris 8-bitsdatorer. Genom att C64 hade så avancerade grafik- och ljudegenskaper brukar den tillskrivas att ha startat det som kallas demoscenen då den var mycket lämpad för detta. Maskinen är fortfarande mycket aktivt använd som demomaskin, speciellt inom musik; dess ljudchip SID används även i speciella ljudkort till pc-datorer.
Skillnaden mellan PAL- och NTSC-maskiner orsakar vissa kompatibilitetsproblem, därför skapas de flesta demos på PAL-maskiner. Ett noterbart nyskapat spel är Enhanced Newcomer som tog ungefär 10 år att utveckla.

## Program
C64 har ett stort mjukvaruutbud med över 10 000 titlar, endast Apple II kunde konkurrera med motsvarande mängder. En Apple II-emulator kallad The Spartan av Mimic Systems finns även till C64 men har aldrig fått särskilt stor popularitet.

### BASIC

Commodore BASIC 2.0

BASIC-språket som är lagrad i datorns ROM erbjuder inget enkelt sätt att nå maskinens avancerade grafik- och ljudegenskaper. För att nå dessa funktioner (som är kopplade direkt till minnesadresser, precis som arbetsminnet) är användaren tvingad att använda sig av PEEK- och POKE-kommandona, alternativt tredjepartstillverkares BASIC-språk som till exempel Simons' BASIC, eller att skriva programmen i assembler eller maskinkod. Commodore hade vid utvecklingsstadiet möjlighet att sätta in ett nyare BASIC, men valde ändå BASIC 2.0 i C64, vilket var samma som i VIC-20 för att minimera kostnaden. BASIC till C64 utvecklades av Microsoft.

### GEOS
1986 släpptes första versionen av GEOS (Graphic Environment Operating System) som är ett grafiskt gränssnitt (GUI) för C64. GEOS släpptes i flera versioner och hade ett stort antal program. Tack vare GEOS levde C64:an kvar i konkurrensen med andra datorer i mitten av 80-talet som använde grafiska gränssnitt, som konkurrenterna Apple och Atari ST.

### Utvecklingsprogram
Förutom spel- och kontorsprogram skapades många utvecklingsprogram av Commodore samt av tredjepartstillverkare. Många assemblerlösningar finns tillgängliga, där kanske den bästa av dem är MIKRO assembler. Många företag har sålt BASIC-, C- och Pascal-kompilatorer.
Det mest populära utvecklingsverktyget för spelprogram är Shoot'Em-Up Construction Kit, även känt som SEUCK. Programmet ger möjlighet åt ej programmeringskunniga att skapa egna, utseendemässigt professionella shoot 'em up-spel. Utvecklingsverktyg som Gary Kitchen's Gamemaker och Arcade Game Construction Kit ger användare ungefär samma möjligheter.

## Uppbyggnad
Dess grafikkrets VIC-II och ljudkrets SID var båda mycket avancerade när den kom, och med sina 64 kilobyte till primärminne var den en av de mest avancerade hemdatorerna för sin tid. Commodore 64 har en 8-bitars CPU, MOS 6510, vilken är närbesläktad med MOS 6502 men med inbyggt stöd för att switcha datorns ROM in och ut ur den adresserbara adressrymden. Commodore 64 var ursprungligen tänkt att kunna kommunicera snabbare med de tillbehör som anslöts via den seriella porten men de förbättringar som teknikerna angett på ritningarna togs av misstag bort strax innan produktion. Kommunikationen via den seriella porten bygger på en modifierad standard kallad IEEE-488.

### Specifikationer
- Processor:
  - MOS Technology 6510 eller MOS Technology 8500
  - Klockfrekvens: 0,985 MHz (PAL) / 1,023 MHz (NTSC)

- Grafikhårdvara: MOS Technology VIC-II MOS 6567/8567 (NTSC) MOS 6569/8569 (PAL)
  - 16 färger
  - Textläge: 40 × 25; 256 tecken i en modifierbar[7] teckentabell (8 × 8, eller 4 × 8 i flerfärgersläge)
  - Skärmlägen: 320 × 200 pixlar (2 färger i varje 8 × 8-block), 160 × 200 (3 färger samt bakgrund i varje 4 × 8-block)
  - 8 sprites, 24 × 21 pixlar (12 × 21 i flerfärgersläge)

- Ljudhårdvara: MOS Technology 6581/8580 ”SID”
  - 3 röster, ADSR:er för varje röst.
  - 4 vågformer: triangel, sågtand, pulsvåg med variabel modulation, brus
  - Oscillatorsynkronisering, ringmodulation
  - Programmerbara filter: högpassfilter, lågpassfilter, bandpassfilter, notchfilter

- RAM:
  - 64 K (65536 bytes). 38911 bytes fanns tillgängligt för BASIC-program.
  - 0,5 K färg-RAM
  - Uppgraderingsbar till 320 K Commodore 1764 256K RAM Expansion Unit (REU).

### Minneskarta
$E000 - FFFF ROM Operativsystem

$DD00 - Interface krets 2, NMI (6526 CIA)

$DC00 - Interface krets 1, IRQ (6526 CIA)

$D400 - SID (6581 SID)

$D000 - VIC-II (6566)

$C000 - CFFF RAM minne

$8000 – 9FFF Alternativ ROM

$0800 - 7FFF RAM minne avsett för Basic

$0400 - 07FF Skärmminne

$0000 - 03FF Diverse systemvariabler och stack.

## Originaltillbehör
- Commodore 1350/1351 - datormus; 1350 kan bara emulera en joystick men 1351 är mer som en traditionell mus och stöds av många grafikprogram.
- Commodore 1530 - en bandstation för compact-kassetter.
- Commodore 1541 - en 5 1/4" diskettstation med intern transformator.
- Commodore 1541-II - en 5 1/4" diskettstation med ny design, mindre låda då transformatorn är extern.
- Commodore 1571 - en 5 1/4" diskettstation som egentligen är tänkt att användas tillsammans med Commodore 128 men fungerar med Commodore 64.
- Commodore 1581 - en 3 1/2" diskettstation.

## C64 i popkulturen
- På singeln ”It's All About the Pentiums” av "Weird Al" Yankovic 1999 från Running with Scissors, nämns Commodore 64: ”You think your Commodore 64 is really neato, what kinda chip you got in there, a Dorito?”.[8]
- I den tecknade serien Futurama kallar karaktären Zapp Brannigan sig "Commodore 64".
- Popgruppen Aqua sjunger om Commodore 64 i sin hit från 2009, "Back to the 80's" - "When the coolest thing in store/Was a Commodore 64".
- Hjalle och Heavy har gjort en låt med namn Commodore 64.
- Låten "Raw Power Angel" på Göteborgsbandet Silverbullits självbetitlade debutalbum inleds med ljudet av ett med kassettstation uppladdande Commodore 64-spel.